# Irony Is a Dead Scene
Irony Is a Dead Scene – album EP zrealizowany przez amerykańską grupę muzyczną The Dillinger Escape Plan we współpracy z wokalistą Mikiem Pattonem, wydany został 27 sierpnia 2002 roku nakładem Epitaph Records.
Album zrealizowano tuż po odejściu z grupy jej pierwszego wokalisty Dimitri Minakakisa. Mimo iż wydawnictwo zrealizowano we współpracy z Mikiem Pattonem, w grupie od ponad roku występował już Greg Puciato.
Czwarta kompozycja na wydawnictwie to cover nagrania Aphex Twin pt. "Come to Daddy".

## Lista utworów
Opracowano na podstawie materiału źródłowego.
| Nr | Tytuł utworu                       | Długość |
| -- | ---------------------------------- | ------- |
| 1. | „Hollywood Squares”                | 4:06    |
| 2. | „Pig Latin”                        | 3:31    |
| 3. | „When Good Dogs Do Bad Things”     | 5:59    |
| 4. | „Come to Daddy” (cover Aphex Twin) | 4:21    |
|    |                                    | 17:57   |

## Twórcy
Opracowano na podstawie materiału źródłowego.
| Zespół The Dillinger Escape Plan w składzie - Liam Wilson – gitara basowa - Ben Weinman – gitara - Brian Benoit – gitara - Adam Doll – instrumenty klawiszowe, sample - Chris Pennie – instrumenty perkusyjne, instrumenty klawiszowe, produkcja |  | Inni - Mike Patton – instrumenty perkusyjne, śpiew - Chris Badami – inżynieria - Alan Douches – mastering - Steve Evetts – miksowanie |